# Palais Andrássy (Košice)
Le palais Andrássy (slovaque : Andrášiho palác, hongrois : Andrássy udvar, Andrássy palota) est un bâtiment situé à Košice à l'angle des rues rues Hlavná et Biela. 

## Historique

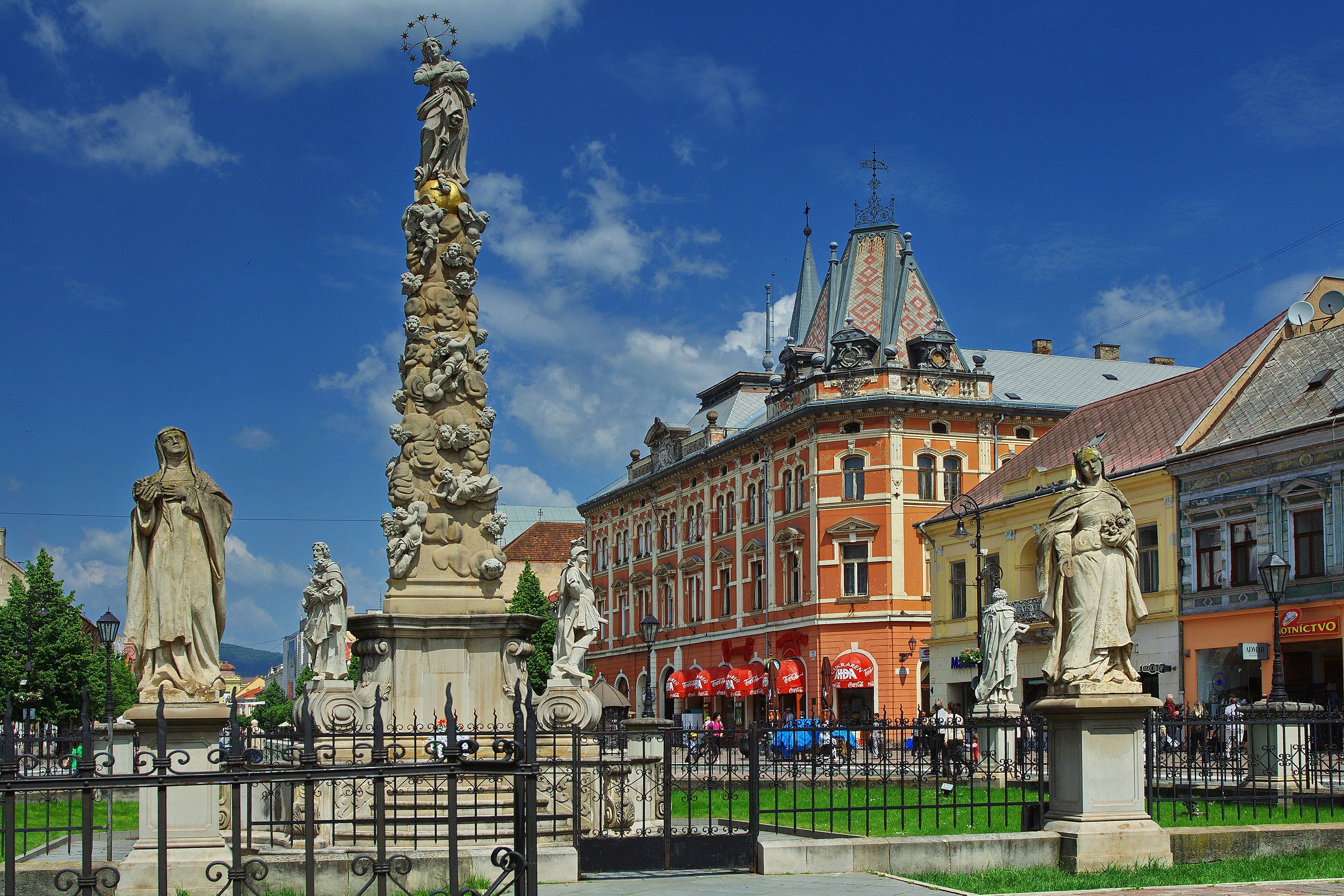
palais Andrássy et rue Hlavná

Le palais Andrássy fut bâti sur un terrain occupé au Moyen Âge par trois maisons bourgeoises. Au XVIIIe siècle, elles furent rénovées style baroque et furent habitées par les familles Jabrocz, Klotz et Pálfalvy. Au début du XIXe siècle, la maison la plus au nord devint la propriété de István Andrássy. La maison la plus au sud formait une voûte sur la rue Biela.
Les trois maisons furent détruites en 1898 pour faire place au chantier de construction du palais actuel. Les plans furent tracés par l’architecte Viktor Cziegler originaire de Budapest. Les travaux furent réalisés par la société des frères Jakab et Michal Répászky.

Au rez-de-chaussée du palais, on trouvait un café luxueux avec tables de billard. En 1906, on pensa le transformer en hotel, idée qui ne fut cependant pas réalisée. Le café resta jusqu'à la fin de la Seconde Guerre mondiale. Durant celle-ci le parti des Croix fléchées, pro allemand, y installa son siège local. Après la guerre, il fut transformé en centre commercial jusqu'au milieu des années 1990 ou il fut transformé en salon de thé.
En 1982, le bâtiment fut nommé monument culturel et plus tard monument culturel national.

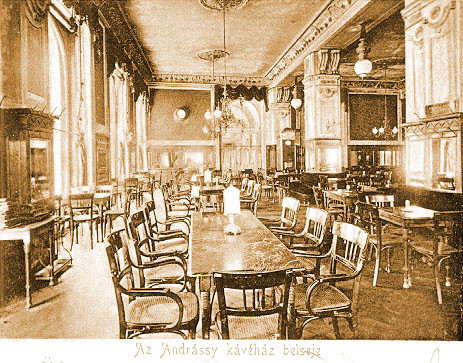
Vue d'époque du café au rez-de-chaussée du palais